# توبر، ایرلند
توبر، ایرلند (به انگلیسی: Tubber, Ireland) یک منطقهٔ مسکونی در ایرلند است که در شهرستان کلر واقع شده‌است.

## خصوصیات
توبر ۴۶ متر بالاتر از سطح دریا واقع شده‌است.